# Lionheart (Album)
Lionheart ist das zweite Studioalbum der britischen Artrock-Musikerin Kate Bush. Es erschien im November 1978, ein dreiviertel Jahr nach dem Debütalbum The Kick Inside, bei EMI.

## Geschichte
Nach dem Erfolg von The Kick Inside wollte EMI zeitnah ein weiteres Album veröffentlichen. Die meisten der für Lionheart verwendeten Titel waren Kompositionen, die sie in ihrer Jugend, vor ihrem Debüt geschrieben hatte. Das Album wurde in den Super Bear Studios in Berre-les-Alpes an der Côte d’Azur aufgenommen und war ihr einziges Album, das außerhalb Großbritanniens aufgenommen wurde. Von den zehn Stücken waren lediglich Coffee Homeground, Fullhouse und Symphony in Blue neu geschriebene Lieder, die übrigen wurden überarbeitet. Wie ihr Debütalbum wurde Lionheart noch von Andrew Powell produziert, die folgenden Alben produzierte sie schließlich selbst. Nach der Veröffentlichung des Albums äußerte Bush häufig, dass sie mit diesem Album, wegen der von EMI auferlegten Beschränkungen und der kurzen Vorbereitungszeit, unzufrieden gewesen sei. In einem Interview von 1989 bemerkte sie: „Wenn man bedenkt, wie schnell wir es gemacht haben, ist es ein verdammt gutes Album, aber wirklich glücklich bin ich damit nicht“.
Lionheart war das erste Kate-Bush-Album, auf dem Del Palmer als Bassist mitwirkte. Palmer spielte Bass oder war als Techniker und Tontechniker an allen folgenden Kate-Bush-Alben beteiligt, bis einschließlich 50 Words for Snow von 2011. Zwischen den späten 1970er- und den frühen 1990er-Jahren hatten er und Bush auch eine langfristige Beziehung.

## Inhalt
Der Titel In Search of Peter Pan ist eine Anspielung auf die Kindergeschichte Peter Pan, in dem ebenso When You Wish Upon a Star aus dem Disney-Film Pinocchio zitiert wird. Coffee Homeground spielt auf die US-amerikanische Komödie Arsen und Spitzenhäubchen aus dem Jahr 1941 an, zwar ähnelt der Titel der Handlung des Films, er wurde aber von einem Taxifahrer inspiriert, der Bush einmal fuhr. Der nach den britischen Hammer-Filmstudios benannte Titel Hammer Horror ist eine Referenz an Victor Hugos Der Glöckner von Notre-Dame. Die britische Fernsehserie The Sweeney wurde im Liedtext zu Wow erwähnt, das ein Lied über das Musik- und Showgeschäft ist. Kashka from Baghdad handelt von den Bewohnern einer Stadt, die sich über ein Paar wundern, das in einem alten Haus lebt.

## Veröffentlichung
Das Album erschien erstmals im November 1978, sein Titel stammt vom Abschluss der A-Seite Oh England My Lionheart. Das Titelfoto von Gered Mankowitz zeigt Bush auf einem Dachboden in einem Löwenkostüm, das sie als „leicht komisch“ bezeichnete. Als Leadsingle und erste Singleauskopplung des Albums erreichte Hammer Horror im Vereinigten Königreich Platz 44 der Singlecharts.
Die zweite Singleauskopplung Wow erschien Anfang 1979 und erreichte Platz 14 in Großbritannien. In einigen Ländern wurde stattdessen Symphony in Blue veröffentlicht. Zu dieser Zeit begann Bush ihre erste Tournee, auf der einige Songs von Lionheart gespielt wurden – einer davon, Don’t Push Your Foot on the Heartbrake, war auf der On Stage EP vom September 1979 enthalten.
In den Vereinigten Staaten wurde das Album zunächst nicht veröffentlicht. Erst nach dem Charterfolg des Albums The Dreaming wurde es dort im Jahr 1984 veröffentlicht.

## Cover
Das Albumcover zeigt die Künstlerin in einer Art Dachbodenraum, gekleidet in ein Löwenkostüm. Bush ist auf allen Vieren auf einer Kiste positioniert, wobei ihre Haarmähne und das Kostüm mit pelzigen, goldbraunen Akzenten verziert sind. Die Kulisse des Dachbodens hat schrägen Wände und Tapeten mit Vintage-Blumenmuster. Auf dem Boden liegt der Kopf des Löwenkostüms.

## Titelliste
Sämtliche Lieder wurden von Kate Bush getextet und komponiert.
| Nr. | Titel                                  | Länge |
| --- | -------------------------------------- | ----- |
| 1.  | Symphony in Blue                       | 3:35  |
| 2.  | In Search of Peter Pan                 | 3:46  |
| 3.  | Wow                                    | 3:58  |
| 4.  | Don’t Push Your Foot on the Heartbrake | 3:12  |
| 5.  | Oh England My Lionheart                | 3:10  |

| Nr. | Titel               | Länge |
| --- | ------------------- | ----- |
| 6.  | Fullhouse           | 3:14  |
| 7.  | In the Warm Room    | 3:35  |
| 8.  | Kashka from Baghdad | 3:55  |
| 9.  | Coffee Homeground   | 3:38  |
| 10. | Hammer Horror       | 4:39  |

## Rezensionen
Die Resonanz auf das Album war durchschnittlich; es wurde fast durchgehend als „minderwertige Version“ ihres Debüts angesehen. Ian Penman vom New Musical Express schrieb: „‚Mature‘ lyrics sung in that twee irritating schoolgirl-siren voice … Actually most of the time she’s nearer a vague British lineage – Barbara Dickson to Lynsey de Paul – than a Joni/Janis wonderland. (‚Erwachsene‘ Texte, gesungen mit dieser nervigen Schulmädchen-Sirenen-Stimme … Eigentlich ist sie die meiste Zeit näher an einer vagen britischen Abstammung – Barbara Dickson bis Lynsey de Paul – als an einem Joni/Janis-Wunderland)“. Der Record Mirror war nicht überzeugt und schrieb über die Leistung der Musiker: „Das Gefühl ist oft fade und seelenlos“. Der Rezensent Chris Westwood kam zu dem Schluss: „Ein Produkt, das bestenfalls mäßig, unzureichend und oft stark irritierend ist… Das ist flach konzipierte Albernheit.“ Das amerikanische Magazin Trouser Press bewertete es gut, insbesondere die Songs Symphony in Blue, In the Warm Room und Don’t Push Your Foot on the Heartbrake.
In einer rückblickenden Rezension für AllMusic ist Mike DeGagne der Meinung, dass es dem Album an Substanz mangele, während er gleichzeitig feststellt, dass Bush zu weitaus besserer Arbeit fähig war. In einer Umfrage des Guardian zu Bushs besten Alben belegte Lionheart mit nur 2 % der Stimmen einen schlechten Platz.

## Kommerzieller Erfolg

### Chartplatzierungen
Lionheart erreichte erstmals am 25. Dezember 1978 auf Rang 45 die deutschen Albumcharts. Nach einer Woche verließ es zunächst die Charts wieder, stieg jedoch am 22. Januar 1979 auf Rang 25 erneut ein, was zugleich die beste Platzierung war. Bis zum 5. März 1979 konnte sich das Album fünf Wochen in den deutschen Albumcharts platzieren. In den britischen Charts stieg das Album am 19. November 1978 auf Rang 36 ein und erreichte eine Woche später mit Rang sechs seine höchste Chartnotierung. Das Album konnte sich 38 Wochen in den britischen Charts platzieren, drei davon in den Top 10. Darüber hinaus erreichte Lionheart Top-10-Platzierungen in den Niederlanden (Rang 5), Neuseeland (Rang 5) und Norwegen (Rang 5).
Für Bush avancierte Lionheart nach The Kick Inside zum jeweils zweiten Chartalbum in Deutschland und dem Vereinigten Königreich. In den britischen Albumcharts ist es zugleich ihr zweites Top-10-Album.
| ChartsChartplatzierungen     | Höchstplatzierung | Wochen |
| ---------------------------- | ----------------- | ------ |
| Deutschland (GfK)            | 25 (5 Wo.)        | 5      |
| Vereinigtes Königreich (OCC) | 6 (38 Wo.)        | 38     |

### Auszeichnungen für Musikverkäufe
| Land/Region                  | Auszeichnungen für Musikverkäufe (Land/Region, Auszeichnung, Verkäufe) | Verkäufe |
| ---------------------------- | ---------------------------------------------------------------------- | -------- |
| Australien (ARIA)            | Platin                                                                 | 50.000   |
| Kanada (MC)                  | Platin                                                                 | 100.000  |
| Neuseeland (RMNZ)            | Gold                                                                   | 7.500    |
| Niederlande (NVPI)           | Gold                                                                   | 50.000   |
| Vereinigtes Königreich (BPI) | Platin                                                                 | 300.000  |
| Insgesamt                    | 2× Gold · 3× Platin ·                                                  | 507.500  |